# Kató Rényi
Kató Rényi ou selon l'ordre hongrois, Rényi Kató (née le 24 octobre 1924 à Budapest et morte le 31 août 1969 dans la même ville), est une mathématicienne et professeure hongroise.

## Biographie
Son père est Ödön Schulhof, son mari est le mathématicien Alfréd Rényi. Kató Rényi fréquente les universités depuis 1942 à Budapest, Szeged, Leningrad, avant d’obtenir un diplôme de l’université Loránd-Eötvös en 1949. Après y avoir étudié, elle y reste pour enseigner et obtient son diplôme en 1963 après avoir postulé en 1957. Ses travaux portaient essentiellement sur l'analyse complexe.

## Sélection de publications
- Sur une conjecture de G. Pólya (1956)
- Sur plusieurs zéros de dérivés de fonctions entières périodiques (1958)
- Néhány megjegyzés trigonometrikus polinomokról (1959)